# Stegonia
Stegonia (deutsch Zwiebelmoos) ist eine Gattung von akrokarpen Laubmoosen aus der Familie Pottiaceae.

## Merkmale
Die bis 3 Millimeter großen, knospenförmigen, oben weißlichen Pflanzen wachsen in lockeren Herden oder Rasen. Die sich überlappenden Blätter sind breit eiförmig, hohl, kurz zugespitzt oder gerundet. Der obere Blattabschnitt ist oft hyalin. Die schwache Rippe endet vor oder in der Blattspitze oder tritt als hyalines Glashaar aus. Die Blattzellen sind glatt, oben rhombisch oder sechseckig und unten rechteckig.
Die Geschlechterverteilung ist monözisch. Die Seta ist entweder mit weniger als 1 Millimeter sehr kurz oder bis 1 Zentimeter lang. Die Kapsel kann eingesenkt und eiförmig oder emporgehoben und eiförmig-zylindrisch sein, weiters kann sie stegokarp (Kapsel öffnet sich mit einem Deckel) oder kleistokarp sein. Ein Peristom kann entweder ganz fehlen, ist nur rudimentär vorhanden oder kann 16-zähnig ausgebildet sein.

## Verbreitung
Verbreitungsgebiete der Gattung sind Europa, Asien, Nordafrika, Nordamerika, Mexiko und die Antarktis.

## Arten
Weltweit gibt es drei Stegonia-Arten. In Europa kommt nur eine Art vor: Stegonia latifolia.